# イフォガスの戦い
イフォガスの戦い（イフォガスのたたかい）は、マリ北部紛争で2013年に軍事介入したフランス軍のセルヴァル作戦を遂行しているフランス軍と連携して軍事行動をとるチャド軍その他とイスラム過激派武装勢力との戦闘。
戦闘はテッサリト（fr:Tessalit）とキダルの間にあるアゲルホク（fr:Aguel'hoc）の周辺で行われる。イフォガス山地はイスラム戦闘員たちにとって最後の拠点となっている。

## 各勢力の状況

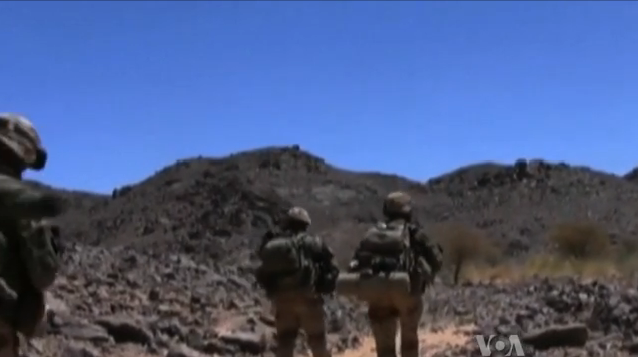
戦闘中のフランス兵士

チャド軍1,8000人の将兵は主にキダル北部に展開する。マリ派遣チャド軍はマリ共和国の首都バマコにある統合軍司令部から指揮され、司令官にはオマル・ビコモ将軍（Oumar Bikomo）が、次級指揮官にアブデラマン・ユースフ・メイリ将軍（Abderrahmane Youssouf Meïri）が就いており、更に2月中旬からチャド大統領イドリス・デビの息子マハマト・デビが着任する。但し、マハマト・デビについては非公式な指揮官であるとされる。
キダル市内にある「キャンプ1」はMNLAが、町から少し離れたところの「キャンプ2」にチャド＝フランス連合軍が陣取っている。MNLA戦闘員の中にはアンサール・アッ＝ディーンから転向した者も含まれており、アザワド・イスラム運動もキダル市内にいる。
フランス軍部隊は2個の統合戦闘群（GTIA）に分けられる。1個目の第3統合戦闘群（GTIA 3）はフランソワ＝マリー・グジョン大佐が指揮を執り、以下の連隊の将兵からなる。
- 第1海兵歩兵連隊（1er RIMA）
- 第2海兵歩兵連隊（2e RIMA）
- 海兵歩兵戦車連隊（RICM）
- 第126歩兵連隊（126e RI）
- 第11海兵砲兵連隊（11e RAMa）
- 第6工兵連隊（6e RG）

2個目は空挺統合戦闘群（GTIA TAP）、時折、第4統合戦闘群（GTIA 4）とも呼称され、500人の規模で以下の連隊の将兵からなる。
- 第1猟兵落下傘連隊（1er RCP）
- 第2外人落下傘連隊（2e REP）
- 第1驃騎兵落下傘連隊（1er RHP）
- 第35砲兵落下傘連隊（35e RAP）
- 第17工兵落下傘連隊（17e RGP）[13]

テッサリト地域にはマリ軍の他、フランス軍1,200人、チャド軍800人が展開している。
フランス軍側は第3統合戦闘群と空挺統合戦闘群（GTIA TAP）は主にテッサリト周辺に展開する。外科的支部の設置は着実に進行し、手始めにセヴァレ（fr:Sévaré）に拠点を設置し、そこからテッサリト飛行場に進出する。テッサリト地域にはマリ軍部隊800人、フランス軍部隊1,200人が展開している。
MNLAとMIAの戦力について、フランス軍のミシェル・ゴヤ大佐が述べる所では「現地情報について非常に有用な存在」と見ているが、トゥアレグ人戦闘員はキダルを占領するがこの地域へのマリ軍部隊の進出について反対している。
マリ軍側では、マリ軍参謀本部がテッサリト地域でのマリ軍部隊の存在について言及する。ガオにて、アグ・ガモウ大佐（Ag Gamou）はフランス側に必要なものについて述べ、トゥアレグ人の体制支持派民兵19人は北部に派遣され、現地情報に精通している彼らはテッサリトとキダル周辺でのガイド役として運用するとしている。
イスラム過激派勢力について詳細は不明であるものの、戦闘員は数百人程度がいると推定される。

## 2月19日の戦闘

### 経過
2013年2月19日、マリ＝フランス連合軍はパンテル4号作戦（Panthère IV）を発動する。作戦目標はイフォガス山地に篭るイスラム戦闘員達を撃滅し聖域を解体することにある。マリ軍を含むフランス軍150人はテッサリトから50kmの地点にあるティレムシ（Tilemsi）の谷で最初の交戦をする。この戦闘は、偵察任務中であった前線航空管制官と落下傘兵コマンドー・グループ（GCP）の分隊を増強したフランス軍機甲巡察隊がイスラム戦闘員達に襲撃される。ティエリ・ブルクハール大佐によれば、このグループは約30人以上のイスラム戦闘員達であった。即座に増強部隊はAMX-10RC偵察戦闘車を装備する機甲巡察隊による反撃に転じた。上空からは2機のミラージュ2000戦闘機から成る飛行隊が地上部隊支援任務の為に攻撃を開始し、重機関銃座2カ所を破壊した。銃撃戦は数時間に及び、そして過激派戦闘員部隊の一部を膠着状態に陥れる。

### 損失
パンテル作戦では、空爆によってイスラム武装勢力にとって重要な兵站拠点2カ所を破壊し、聖域内の過激派部隊を追撃しイスラム戦闘員20人以上の殺害に成功している。
フランス軍参謀本部によると2月19日の戦闘で20人以上のイスラム戦闘員を殺害したと発表する。ジャン＝イヴ・ル・ドリアン仏国防大臣はイスラム戦闘員25人の殺害に言及する。フランス軍側では、第2外人落下傘連隊のハロルト・フォルメーゼレ（Harold Vormezeele）上級軍曹がこの戦闘で戦死している。

## 2月20日の戦闘

### 経過
2月20日午後、両者の間で新たな交戦が発生する。この戦闘の最終段階にて空地協同部隊の一翼を担うティーガー攻撃ヘリコプターで編成されるセルヴァル航空グループが参加している。
アルジェリア国境付近にてティーガー攻撃ヘリコプターがイスラム戦闘員を乗せたライトバンを攻撃、これを破壊し数人を殺害している。

### 損失
ティエリ・ブルクハール大佐は「10人以下のテロリスト」を2月20日に殺害したと述べ、また彼はブーレム圏とイフォガス山地で「約10の目標」を航空機やヘリコプターで攻撃し、装甲車とピックアップトラック4台を破壊したと発表する。更に武器貯蔵所では幾台かの車両とロケットランチャーを発見しこれを鹵獲する。

## 2月22日の戦闘

### 経過
2013年2月22日1115時、チャド軍はキダルの北方にあるイフォガス山地にあると目される武装勢力の拠点に対し掃討作戦を開始する。チャド軍はガオ州とキダル州に1,800人の将兵を展開しており、一方、フランス軍はキダルに約200人規模の特殊部隊を展開していた。
MNLAの安保責任者であるモハメド・アグ・サギード（Mohammed ag Saghid）によれば、「トロワ、トロワ」と言って、「チャド軍は200台の車列で進撃し、待ち伏せに遭い縦隊は二手に分かれた。その後、彼らは反撃しイスラム戦闘員を駆逐した」と述べる。
現地時間1200時、イフォガス山地にあった武装勢力の拠点に対してフランス軍による空爆が実行され、多数のイスラム戦闘員を殺害する。少数のフランス軍特殊部隊を含むチャド軍はイスラム戦闘員のキャンプを攻撃する。この銃撃戦は1時間に及びイスラム戦闘員30人とチャド軍兵士8人が死亡する。このチャド軍の戦死者の中にはマリ派遣特殊部隊指揮官のアブドル・アジズ・ハッサン・アダム少佐（Abdel Aziz Hassane Adam）が含まれる。チャド筋の未確認情報によればアダム少佐は自爆攻撃で死亡したとされる。
1400時、再び銃撃戦が展開される。フランス軍のガゼル戦闘ヘリコプターはチャド軍を支援すべく直ちに展開し幾人かのイスラム戦闘員を殺害し、数台のピックアップトラックを破壊する。1445時、チャド軍は拠点を奪取する。

### 損失
チャド軍参謀本部はラジオ放送にて「敵対勢力の暫定的な確認戦果は車両5台（破壊）とテロリスト65人を殺害した。我が軍は勇敢なる兵士13人が戦死しており、哀悼の意を表する。」と発表している。二日後の2月25日にチャド軍当局は金曜日の戦闘で発生した損失について訂正し、チャド軍兵士23人が戦死、イスラム戦闘員は93人を殺害したと発表している。
幾人かの負傷者については、ガオ市に設置された前進外科拠点に混成航空群（GAM）のヘリコプターで搬送される。これらの負傷者の中にはイドリス・デビ大統領の息子マハマト・デビ将軍が含まれておりフランスへ搬送される。
2月22日、テッサリトに持ち込まれた生命維持施術モジュール（module de chirurgie vitale、MCV）で負傷したチャド兵士を受け入れる。
2月25日にチャド通信・保健大臣は2月22日と23日の衝突で発生したチャド軍負傷兵53人がニジェールのニアメに搬送されたことを伝えた。兵士の内1人は治療の甲斐なく死亡した。更に重体の2人が死亡し、チャド軍の戦死者は26人に達した。

## 2月23日の戦闘
戦闘後、チャド軍兵士を加えた第3統合戦闘群は工兵と砲兵の支援下で散開した。フランス軍は10ヶ所の兵站拠点を破壊し、BRDM-2装輪偵察戦闘車を含む車両15台を撃破、そして即席爆発装置の製造所を解体する。フランス軍部隊はイスラム戦闘員約40人を殺害している。戦闘は捜索および混成航空群の協調的な支援の下で地上にある幾つかの拠点やキャンプを捜索して発見し、正確な射撃で制圧する。
アルジェリアのテレビ局アンナハル（fr:Ennahar）の報道でAQIMのナンバーツーであるアブデルハミド・アブ・ゼイド（fr:Abdelhamid Abou Zeid）司令官が2月23日土曜日にティハルガル山塊（Tigharghar）近くのセンサ（Sensa）で発生した戦闘で他の約40人の戦闘員達と共に殺害した。ティエリ・ブルクハール大佐、フランス軍報道官は「アブゼイド司令官に関する断定できる情報を持たない」としながらも、センサ地区でのフランス軍機による空爆でイスラム戦闘員が乗る車両6台を破壊したことを確認している。MNLAとキダルの名士によると、AQMIとアンサール・アッ＝ディーンの戦闘員45人が会食中のところにフランス軍の急襲を受け殺害されたと伝えた。フランス軍特殊部隊を支援する事により、MNLAは生存者7人を拘束したことを明らかにしており、この中の証言でアブ・ゼイド司令官が死亡したとしている。

## 2月26日の攻撃
2月26日夕方、キダル市南口に設けられたMNLA主導の検問所前にて、TNTを仕掛けたトヨタ・ランドクルーザーを使った自動車爆弾の攻撃を受け、少なくとも4人が死亡したとみられ、その後平静を取り戻し再捜索した結果、自爆者を含めて7人の死亡が確認された。MNLA公式発表により7人の死亡が確定される。西アフリカのタウヒードと聖戦運動（MUJAO）はこの攻撃を認める声明をする。翌日、遺体は共同墓地に埋葬される。

## 2月27日から3月1日までの戦闘
AQIMはティハルガル山塊にその持てる戦力を集中し抵抗を継続する。MNLAの指導者ビラル・アグ・アチェリフ（Bilal Ag Acherif）によれば、「AQMIが活動する地域は広範に及び、西はトンブクトゥまで届くが、その拠点はティハルガルにある。そこには主力が集まり補給品が集積し、そして人材供給源と機能している。現在の戦いは非常に重要な段階にある」と述べる。
アゲルホクの名士によると、フランス＝チャド連合軍が現地におり、ティーガー攻撃ヘリコプターも存在していると伝える。名士によればMUJAOのキャンプ2ヶ所が空爆を受け、ガオ周辺では数十人のイスラム戦闘員が死亡したと断言している。フランス軍の空爆は内部間者がもたらす情報のお陰で補給拠点、キャンプや隠れ家を正確無比に狙いを定めている。名士によると、アゲルホク在住の少年がイスラム戦闘員の姿に驚いてフランス軍機に目標を誘導する装置を置いてしまった為に処刑されてしまった、としている。
2月27日水曜日、第3統合戦闘群所属のVBL装甲車はテッサリト近郊において地雷に触雷する。フランス軍兵士2人が負傷し、もう1人が軽傷を負った。翌日、深刻な状態にある2人は部隊を離れ、本格的な治療のため空路でフランスに搬送された。
2月28日、フランス軍は地元住民の協力を得て、数日で約15ヶ所の製造拠点と金銭、82mm迫撃砲4門、122mmロケット弾約70発、50kgの爆発物入り鞄9個、即席爆発物3本を発見した。
2月28日木曜日朝、フランス軍参謀本部は前日の戦闘で約130人のイスラム戦闘員を殺害したと明言する。90人がフランス軍によって、40人がチャド軍によって殺害されたとしている。これらはアブゼイド司令官が死亡した6台の車列の空爆時を最後としている。
フランスの新聞ル・モンドによれば、アブゼイド司令官の最後はマリ北部で進行中の軍事作戦に近い信頼出来る情報源によって確認される。彼の指揮下にあったイスラム戦闘員43人が彼とともに殺害される。
3月1日、チャド大統領イドリス・デビは指揮下の部隊によって2月22日の戦闘で殺害したと明言する。「2月22日に我々はイスラム過激主義者の拠点を破壊した後に、イフォガス山地にて我が軍の将兵を失った。それはイスラム過激主義者との初めての本格的会敵であった。我が軍将兵はテッサリト近辺にてアブゼイド司令官とそれ以外の指導者2人を射殺した」と述べている。
3月2日、チャド軍はモフタール・ベルモフタールの殺害を発表する。「マリ派遣チャド軍はイフォガス山地の山塊にあった、アメテタイ（Ametetai）の谷にてイスラム過激派の主要拠点を完全に破壊した」と伝える。

## 3月2日の戦闘

### 経過
フランス軍は洞窟内を捜索し、坑道の先に武器や物資を発見する。3月2日にテッサリトの南方約50kmのアメテタイ（Ametettai）の谷にてフランス軍とイスラム戦闘員が交戦する。イスラム戦闘員の抵抗の終盤には戦闘機や攻撃ヘリコプターが投入される。
交戦部隊は極めて短距離で対峙し、時には50メートルを切るほど近接していた。フランス国防大臣はこの日の戦闘をセルヴァル作戦発動以来「最も激しい戦いの一つ」と述べた。

### 損失
フランス軍参謀本部によると、戦闘終結後少なくともイスラム戦闘員約15人を殺害または負傷させ、ピックアップトラック3台を破壊し重要な貯蔵拠点3ヶ所を制圧し、幾つかの重火器を鹵獲したと発表している。
フランス側は第1猟兵落下傘連隊所属のセドリック・シャラント伍長（Cédric Charenton）が戦死している。彼はイスラム戦闘員の拠点を攻撃中のところ、頭部に被弾し、18時間後に死亡している。同日、チャド軍兵士も戦死者が出ている。イスラム戦闘員はフランス軍部隊によって約15人が死亡または負傷し「制圧」される。
3月4日、AQIM筋の情報によればフランス軍の空爆によってアブデルハミド・アブゼイド司令官の死亡を認めた。同じく死亡したと見られたモフタール・ベルモフタール司令官については生存を主張している。

## 3月2日から11日の経過
2月28日から3月4日にかけてフランス軍航空機はテッサリト一帯で120回の出撃をこなし、戦闘前線拠点や砲兵点に対する攻撃で約40人のイスラム戦闘員に被害を与える。同時期、フランス軍がイスラム戦闘員40人の無力化をしたと推定する時点でその他の戦果は、ピックアップトラック約10台とD-30 122mm榴弾砲を破壊する。更に、多くの軍用品や次の武器を鹵獲する。D-30 122mm榴弾砲3門、100mm榴弾砲1門、82mm迫撃砲1門、60mm迫撃砲1門、BM-21など砲兵・ロケット火器以外にも対人地雷も鹵獲している。3月2日にフランス軍の砲兵伍長1人が戦死し、他に2人が軽傷が発生している。
3月3日夜から4日未明にかけてフランス軍によりイスラム戦闘員15人が殺害される。更に、フランス軍は初めてイスラム戦闘員5人を拘束する。フランスによってテロリストとされ、彼らはジュネーヴ条約による戦争捕虜の定義を満たしていないともされ、犯罪者として拘束される。彼らはおそらくマリ当局に引き渡されると考えられる。拘束者のうち、フランス国籍の1人はフランスに引き渡される。
3月4日にアメテタイ谷は三週間にわたる交戦の末に制圧される。チャド軍とフランス軍により東部地域を包囲展開、当初は30kmから60kmの包囲環を形成し圧縮・殲滅、その後5km×5kmの正方形型包囲環を形成し、その中に約100人から200人のイスラム戦闘員を追い詰める。
フランス軍参謀本部は、3月4日から7日にかけてアメテタイ谷での捜索活動でイスラム戦闘員約100人を「無力化」し、ロケット弾や手榴弾を約1,000発、あらゆる種類の銃器弾薬が60,000発、あらゆる種類の火砲弾薬1,500発そしてD30 122mm榴弾砲やBM-21など重火器20基を鹵獲している。
3月7日から11日にかけて、イフォガス山地にて第3統合戦闘群と空挺部隊統合戦闘群は搜索活動にあたり、イスラム戦闘員の追撃する。鹵獲した武器や弾薬などはテッサリトに回収される。イスラム武装勢力はアメテタイ谷とその南部分を放棄した。この過程でイスラム戦闘員10人が殺害される。同時期、戦闘機による航空支援の下、AMX-10RC偵察戦闘車小隊がイフォガス北東のティンザワテン（fr:Tinzawatène）とボゲッサ（fr:Boghassa）の間にて偵察活動中、打ち捨てられた古い地雷に触雷し損傷するも負傷者は発生しなかった。

## 3月12日の戦闘
3月12日朝、第2外人落下傘連隊の兵士達がイスラム戦闘員の一団と交戦、イスラム戦闘員4人を殺害し、さらに十代の少年1人を拘束した。フランス側に損害は生じていない
同日午後、チャド軍もイスラム戦闘員と交戦している。チャド軍参謀本部発表によれば「3月12日の15時間でマリ派遣チャド軍はイフォガス山地にてイスラム武装勢力と大規模な戦闘を展開した（中略）イスラム戦闘員6人を殺害し、5人を捕えた」としている。

## 3月13日から31日の経過
3月15日夜から16日未明にかけて、アメテタイ谷の南方、テッサリトの南方約60km地点で第4統合戦闘群と空挺部隊戦闘群は搜索撃滅活動を実行する。3月16日午後、AMX-10RC偵察戦闘車が地雷に触雷しフランス兵3人が負傷、この内2人が重傷を負った。運転手であった第1海兵歩兵連隊所属のアレクサンドル・ヴァン・ドーレン伍長（Alexandre Van Dooren）が戦死する。負傷者は救難ヘリコプターでテッサリトにある医療拠点に搬送される。
3月18日から21日にかけて、第3統合戦闘群と空挺統合戦闘群はアメテタイ谷の南方、困難な地形が広がるテルズ谷（Terz）にて捜索活動を継続する。チャド軍の一部はデビ将軍の指揮下におかれ、捜索地域から逃れる敵を拘束し、キダル州からやってくる増援を阻止する任務に就く。3月20日、チャド軍とフランス軍第3統合戦闘群は連携行動をとる。活動中に弾薬や砲弾を積んだピックアップトラックを爆破処分する。処分した火器には14.5mm機関銃、SPG-9対戦車無反動砲および85式107mmロケット砲が含まれる。また3月17日にはイフォガス山地内にてイスラム武装勢力による爆弾攻撃によりフランス軍兵士1人が戦死する。
3月21日から25日、フランス軍は攻勢行動を終えて、いかなる抵抗にも直面していない。第3統合戦闘群はイフォガス山地東側で捜索活動を継続する間、空挺統合戦闘群はテッサリトへ帰還する。捜索中に122mmと120mm砲弾、無反動砲弾4ケース、60mm迫撃砲および幾つかの地雷を発見している。
空挺統合戦闘群は目標を発見せず、隷下の統合戦闘隊のうち2個をアビジャンへ帰投させる。その後、第3統合戦闘群はボガッサを確保し、3月28日から31日の間にチャド軍と連携してアベイバラ周辺での偵察を実施する。この間、物資の貯蔵所を発見するもイスラム戦闘員は発見されなかった。第3統合戦闘群はキダルへ帰投し、それからガオへ移動する。

## 4月以降
4月5日、チャド軍はフランス軍の撤収に伴いキダルへ帰投する。
4月29日、フランス軍のVBL装甲車がアベイバラ圏内のティンザワテンとボゲッサ間を通行中、地雷と目される爆発装置により破壊され乗車していた特殊部隊員1人が戦死、2人が重傷を負う（第1海兵歩兵連隊の所属兵）。